# Shahrestān di Bajestan
Lo shahrestān di Bajestan o Bejestan (farsi شهرستان بجستان) è uno dei 28 shahrestān del Razavi Khorasan, il capoluogo è Bajestan, una città di 11.136 abitanti (2006). Lo shahrestān era precedentemente parte di quello di Gonabad e ha la sola circoscrizione Centrale, di cui fa parte anche la città di Yunosi.